# Новозеленчукский
Новозеленчу́кский — хутор в Кочубеевском районе (муниципальном округе) Ставропольского края России.

## География
Расстояние до краевого центра: 52 км.
Расстояние до районного центра: 13 км.

## История
Хутор образован в 1927 году, как выселок села Ивановское. На картах 1926 года указано название Новый Зеленчук, иногда упоминается как деревня.
До 16 марта 2020 года входил в упразднённый Новодеревенский сельсовет.

## Население
| 1989 | 2002 | 2010 | 2012 | 2014 |
| ---- | ---- | ---- | ---- | ---- |
| 1153 | ↘791 | ↘725 | ↗761 | ↘700 |

По данным переписи 2002 года в национальной структуре населения преобладают русские (89 %).

## Инфраструктура
- Дом культуры
- Библиотека (бывшая начальная школа). Открыта в 1980 году[12]. На здании библиотеки установлена мемориальная табличка памяти Бузунова Александра Сергеевича, погибшего в 1999 при выполнении служебно-боевых задач в республике Дагестан, и награжденного Орденом мужества.
- Фельдшерско-акушерский пункт[13]* Кондитерская фабрика
- Тепличный комплекс
- Централизованное водоснабжение с 2012 года[14]. Активное строительство водопровода начали вести с 2014 года после вмешательства краевых властей.
- На северной окраине хутора, в конце улицы Ленина, расположено общественное открытое кладбище площадью 3 тыс. м²[15].

## Памятники
• Памятник воинам-землякам, погибшим в годы Великой Отечественной войны 1941—1945 гг.